# Парапара
Парапара (исп. Parapara) — город в Венесуэле, в штате Гуарико. Население города составляет 3350 жителей (по данным на 2001 год). 
Датой основания города считается 1660 год.

## Экономика
Основным сектором экономики города является экстенсивное сельское хозяйство.
Недалеко от Парапари также имеются крупные залежи угля.

## Координаты
- 9°23′3″N
- 67°17′14″O